# Kleine borstelige graafwants
De kleine borstelige graafwants (Byrsinus flavicornis synoniem Aethus flavicornis) is een wants uit de familie graafwantsen (Cydnidae). De soort werd voor het eerst wetenschappelijk beschreven door Johann Christian Fabricius in 1794.

## Uiterlijke kenmerken
De kleine borstelige graafwants is 2,5 tot 4 millimeter lang. Ze zijn glanzend bruin-zwart van kleur. De poten hebben de bekende doorns van de wantsen uit familie Cydnidae. Hij verschilt van andere graafwantsen door de vele borstelharen en lange dunne haren. Alleen de er veel op lijkende grote borstelige graafwants (Microporus nigrita) heeft ook borstelharen. De soorten zijn uit elkaar te houden door te kijken naar het verlenging aan de kop; aan de 'neus' van de Byrsinus flavicornis zitten twee lange haren i.p.v. twee korte borstels zoals bij de Microporus nigrita.

## Verspreiding en habitat
De soort leeft in Europa en naar het oosten tot in Centraal-Azië. Hij leeft vooral op zanderige droge graslanden.

## Leefwijze
De dieren leven voor het grootste deel onder de grond, waar ze aan de wortels van grassen zuigen. De volwassenen wantsen komen na de winter op warme lentedagen naar de oppervlakte om te kunnen paren. Eieren worden ondergronds gelegd. De volwassen wants overwintert.